# V. G. Grejs
Wilijam Gilbert „V. G.” Grejs (18. jul 1848 – 23. oktobar 1915) bio je engleski amaterski kriketaš koji je bio značajan za razvoj tog sporta i koji se smatra jednim od najvećih igrača kriketa svih vremena. Univerzalno poznat kao „VG”, igrao je prvoklasni kriket tokom rekordne 44 sezone, od 1865. do 1908. On je bio kapetan Engleske, Glosteršira, Džentlmena, Merilebonskog kriketskog kluba (MCC), Ujedinjenog juga Engleske jedanaest (USEE) i nekoliko drugih timova.
Desnoruki udarač i bacač, Grejs je dominirao ovim sportom tokom svoje karijere. Njegove tehničke inovacije i ogroman uticaj ostavili su trajno nasleđe. Kao izvanredan svestrani igrač, on se isticao u svim bitnim veštinama udaranja, bacanja i terenskog trčanja, ali upravo je zbog svog udaranja najpoznatiji. Smatra se da je izumeo moderno udaranje palicom u kriketu. Obično otvarajući udarač, on je posebno obožavan zbog ovladavanja svim udarcima, a recenzenti njegovog vremena su smatrali njegove nivoe stručnosti jedinstvenim. On je generalno bio kapetan timova za koje je igrao zbog njegove svestrane veštine i taktičke oštrine.
Grejs je poticao iz kriketaške porodice: E. M. Grejs je bio jedan od njege starije braće, a Fred Grejs njegov mlađi brat. Godine 1880. godine oni su bili članovi Engleske reprezentacije, što je prvi put da su troje braće zajedno igrali u testnom kriketu. Grejs je učestvovao i u drugim sportovima: kao mladić je bio preponaški šampion na 440 jardi i igrao je fudbal za Vandererse. U kasnijim godinama razvio je entuzijazam za golf, kuglanje na travi i kerling.
Kvalifikovao se za medicinskog radnika 1879. godine. Zbog svoje medicinske profesije nominalno je bio amaterski kriketaš, ali se smatra da je svojim kriketskim aktivnostima zaradio više novca nego bilo koji profesionalni igrač kriketa. Bio je ekstremno konkurentan igrač. Iako je bio jedan od najpoznatijih ljudi u Engleskoj, on je bio i jedan od najkontroverznijih zbog svog načina igranja i zarade.

## Rane godine

### Detinjstvo
V. G. Grejs je rođen u Daunend, u blizini Bristola, dana 18. jula 1848 u kući njegovih roditelja, Daunend kući, i bio je kršten u lokalnoj crkvi 8. avgusta. U porodičnom krugu su ga zvali Gilbert, osim njegove majke, koja ga je oslovljavala sa Vili, a inače je bio univerzalno poznat po svojim inicijalima „W. G.”. Njegovi roditelji bili su Henri Mils Grejs i Marta (devojački Pokok), koji su se uzeli u četvrtak, 3. novembra 1831. godine, venčali u Bristolu i proživeli svoj život u Daunendu, gde je Henri Grejs bio lokalni lekar. Daunend je u blizini Mangotsfilda i, iako je to sada predgrađe Bristola, tada je to bilo „posebno selo okruženo poljima” i oko četiri milje od Bristola. Henri i Marta Grejs su ukupno imali devetoro dece: „isti broj kao Viktorija i Albert - i u svakom pogledu oni su bili tipična viktorijanska porodica”. Grejs je bio osmo dete u porodici; imao je tri starija brata, uključujući E. M. Grejsa (uvek poznatog kao „E. M.”) i četiri starije sestre. Deveto dete bio je njegov mlađi brat Fred Grejs, rođen 1850. godine.
Grejs je započeo svoje „Kritetaške uspomene” (1899) odgovarajući na pitanje koje mu često postavljano: i.e, da li je on „stvorio kriket”? Njegov odgovor je bio negativan, jer je verovao da se „kriketaši formiraju podučavanjem i vežbanjem”, mada dodaje da ako on nije rođeni kriketaš, on je rođen „u atmosferi kriketa”. Njegov otac i majka bili su „puni entuzijazma za igru” i to je bila „uobičajena tema razgovora kod kuće”. Godine 1850, kada je W. G. imao dve godine i kada se očekivao Fred, porodica se preselila u obližnju kuću zvanu „Kesteni”, koja je imala pozamašni voćnjak, i Henri Grejs je organizovao krčenje istog radi uspostavljanja prostora za trening. Svih devetoro dece iz porodice Grejs, uključujući i četiri ćerke, bili su ohrabrivani da igraju kriket, mada su devojke učestvovale u manjoj meri. Grejs je tvrdio da se prvi put držao palicu za kriket u uzrastu od dve godine. Igrajući u voćnjaku u Daunendu i kao članovi svojih lokalnih kriket klubova, on i njegova braća razvijali su svoje veštine, uglavnom pod nadzorom njihovog ujaka Alfreda Pokoka, koji je bio izuzetan trener. Pored svog kriketa i školovanja, Grejs je živeo život seoskog dečaka i slobodno lutao sa ostalim seoskim momcima. Jedna od njegovih redovnih aktivnosti bilo je bacanje kamenčića na ptice u poljima, a kasnije je tvrdio da je to izvor njegove kasnije ispoljene veštine kao napadač.

### Obrazovanje
Grejs je imao „notorno antiškolsku predispoziciju“. Njegovo prva školska iskustva bila su sa gospođicom Trotman u selu Daunend, a zatim sa gospodinom Kertisom iz Vinterborna. Potom je pohađao dnevnu školu zvanu Ridžvej kuća, kojom je upravljao gospodin Malpas, dok mu nije bilo četrnaest godina. Jedan od njegovih školskih učitelja, Dejvid Barnard, kasnije se oženio Grejsovom sestrom Alis. Grejs je 1863. godine ozbiljno oboleo od upale pluća, te je njegov otac prekinuo njegovo školovanje u Ridžvej kući. Nakon ove bolesti, Grejs je naglo izrastao do svoje pune visine od 1,88 m. Školovanje je nastavio kod kuće, gde mu je jedan od učitelja bio velečasni Džon Dan, paroh crkve u Dounendu; poput gospodina Barnarda pre njega, gospodin Dan je postao Grejov zet, oženivši se sa Blanč Grejs 1869. godine.

## Literatura
- Arlott, John (1984). Arlott on Cricket. Collins. ISBN 0-563-16115-9.
- Barclays World of Cricket, 3rd edition (ed. E. W. Swanton), Willow Books, 1986. Article on W. G. Grace written by H. S. Altham
- Birley, Derek (1999). A Social History of English Cricket. Aurum. ISBN 1-85410-941-3.
- Bowen, Rowland (1970). Cricket: A History of its Growth and Development. Eyre & Spottiswoode.
- Darwin, Bernard (1934). W. G. Grace (Great Lives Series).
- Frith, David (1978). The Golden Age of Cricket. Lutterworth Press. ISBN 0-7188-7022-0.
- Gibson, Alan (1989). The Cricket Captains of England.
- Grace, W. G. (1891). Cricket. Ghost-written by W. Methven Brownlee. J. W. Arrowsmith  — преко Викизворника. [scan ]
- Grace, W. G. (1899). Cricketing Reminiscences and Personal Recollections. James Bowden. Ghost-written by Arthur Porritt.
- Harte, Chris (1993). A History of Australian Cricket. Andre Deutsch. ISBN 0-233-98825-4.
- James, C. L. R. (1963). Beyond A Boundary. Hutchinson. ISBN 0-8223-1383-9.
- Marylebone Cricket Club (1919). The Memorial Biography of Dr W. G. Grace. London : Constable.
- Major, John (2007). More Than a Game. HarperCollins. ISBN 978-0-00-718364-7.
- Midwinter, Eric (1981). W. G. Grace: His Life and Times. George Allen and Unwin. ISBN 978-0-04-796054-3.
- Playfair Cricket Annual: 1948 edition, Playfair Books Ltd
- Rae, Simon (1998). W. G. Grace: A Life. ISBN 978-0-571-17855-1.
- Webber, Roy (1958). The County Cricket Championship. Sportsman's Book Club.
- Webber, Roy (1951). The Playfair Book of Cricket Records. Playfair Books.
- Wisden. Wisden Cricketers' Almanack. London: John Wisden & Co. Ltd. ISBN 0-356-10239-4.
- Ford, William Justice (1911). „Grace, William Gilbert”.  Ур.: Chisholm, Hugh.  (на језику: енглески). 12 (11 изд.). Cambridge University Press. стр. 308–309.
- Allen, David Rayvern (1990). Cricket with Grace: Illustrated Anthology on "W. G.". ISBN 978-0-04-440478-1.
- Bax, Clifford (1952). W. G. Grace.
- Frith, David (1975). The Fast Men. TransWorld Publishing. ISBN 0-552-10435-3.
- Furniss, Harry (1896). How's that? including "A century of Grace". Bristol: Arrowsmith.
- Grace, W. G. (1888). Modern Batting (article in The Magazine of Sport, July 1888). London: Iliffe & Son.
- Grace, W. G. (1895). The History of a Hundred Centuries. Ghost-written by William Yardley.
- Grace, W. G. (1909). W. G.'s Little Book. Newnes. Ghost-written by E.H.D. Sewell.
- Low, Robert (2004). W. G. Grace: An Intimate Biography. Metro Books. ISBN 1-84358-095-0.
- Pearce, Brian (2004). Cricket at the Crystal Palace: W. G. Grace and the London County Cricket Club. Crystal Palace Foundation. ISBN 978-1-897754-09-2.
- Thomson, A. A. (1957). The Great Cricketer.
- Wright, Graeme (2005). Wisden at Lord's. John Wisden & Co. Ltd. ISBN 0-947766-93-6.

## Spoljašnje veze
- [мртва веза]